# Castillo de Annecy

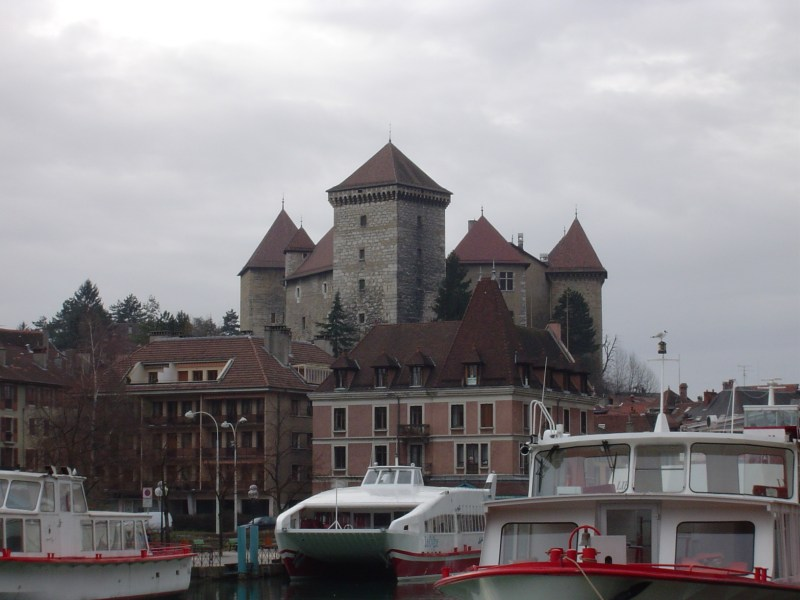

El castillo de Annecy (en francés Château d'Annecy) es un castillo restaurado que domina la vieja ciudad de Annecy, en el departamento Haute-Savoie de la región Rhône-Alpes de Francia. Fue comprado por la ciudad y convertido en museo. Desde el 12 de octubre de 1959, forma parte de los monumentos históricos del país.

## Historia
El castillo fue construido entre los siglos XII y XVI. Sirvió de residencia a los condes de Ginebra y a los duques de Genevois-Nemours. Varias veces fue víctima de incendios, por lo cual fue abandonado en el siglo XVII, siendo posteriormente restaurado para servir como cuartel hasta 1947.
La ciudad de Annecy adquirió el castillo en 1953, restaurándolo con la ayuda de los Monumentos históricos, e instaló allí un museo. Desde 1993, la Torre y la Logis Perrière (vivienda Perrière) han albergado un observatorio: l'Observatoire régional des lacs alpins (el Observatorio regional de los lagos alpinos).

## Descripción

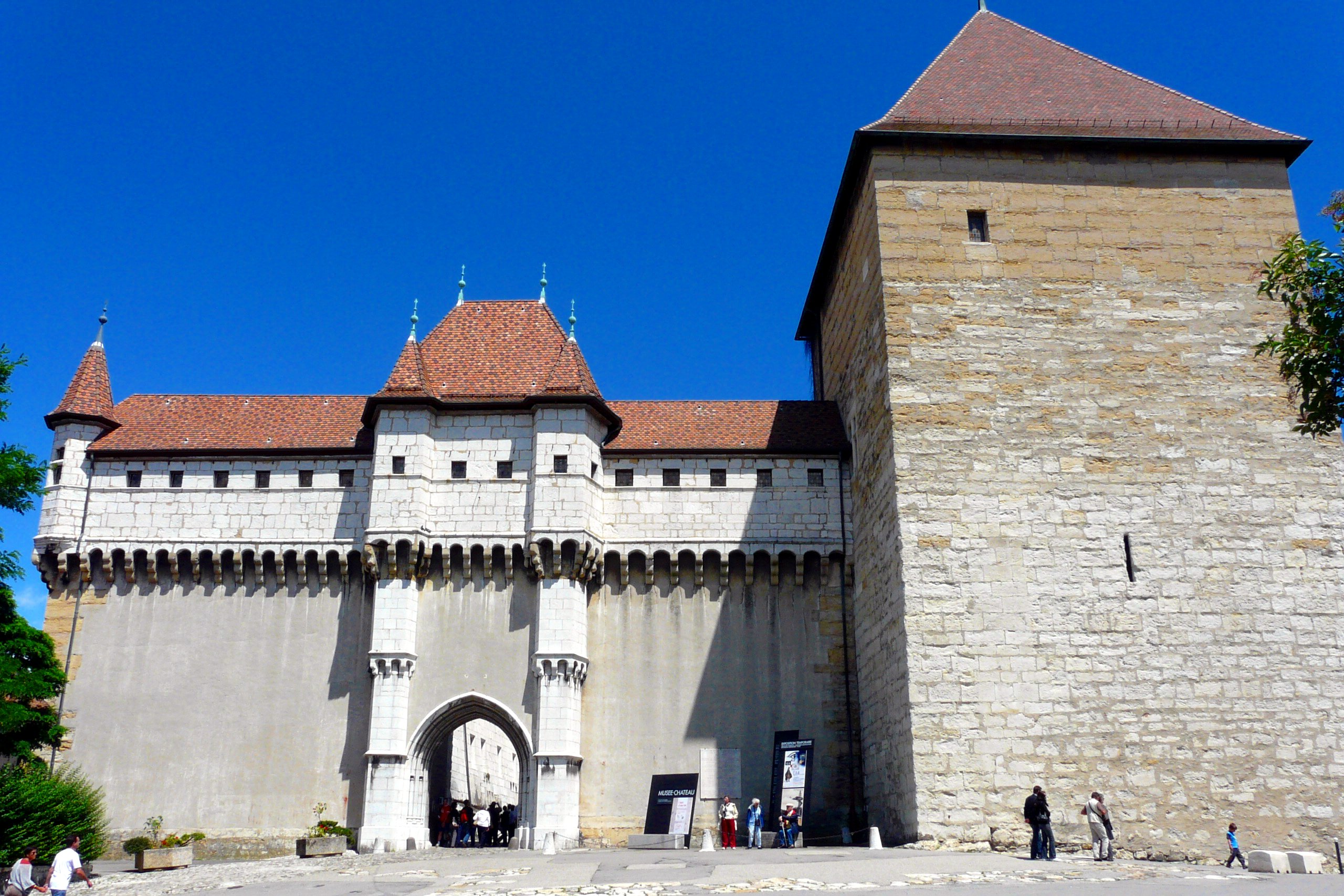
Puerta de entrada al castillo.

- La Torre de la Reina, maciza, es la parte (partida) más antigua del castillo, data del siglo XII. Sus paredes tienen un espesor de más de cuatro metros.
- La Vivienda Vieja
- La Vivienda Nemours
- La Vivienda Nueva
- La Torre y la Vivienda Perrière al fondo del tribunal (patio) datan del siglo XV.
- La terraza ofrece una vista en altura sobre la vieja ciudad, sus callejones estrechos y sus tejados entrelazados

## El observatorio regional de los lagos alpinos

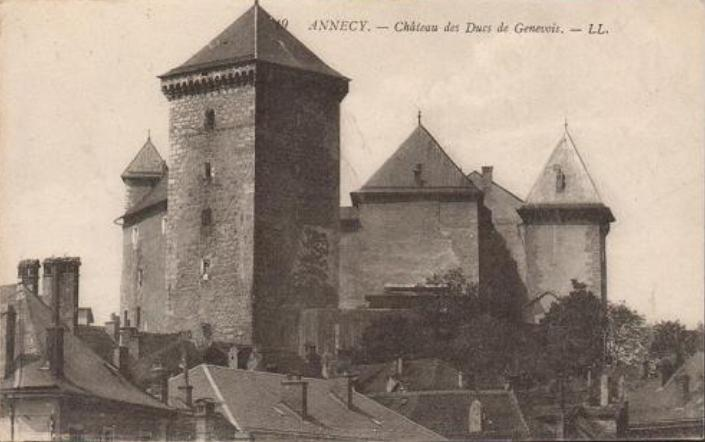
Postal de 1910 con la imagen del Castillo de Annecy.

Las exposiciones que incluye el observatorio abarcan lo siguiente:
- Arqueología sobre los primeros habitantes del lago

- Acuarios que presentan peces de los diferentes tipos de lago montañoso

- Una maqueta del lago de Annecy y de las montañas que lo rodean

- Maquetas que muestran la evolución de los botes en el lago

- Material de pesca utilizado en los lagos alpinos

- Aves

## Museo de arte popular alpino
En el Museo de arte popular alpino (Musée d'art populaire alpin) encontramos numerosas esculturas y pinturas regionales, así como una colección importante de muebles que datan del siglo XV en adelante, objetos esculpidos, fotografías y maquetas de cháles alpinos.
Además de las exposiciones permanentes, también se exponen frecuentemente arte clásico y contemporáneo.
- Datos: Q2259452
- Multimedia: Château d'Annecy / Q2259452